# Barrett Deems

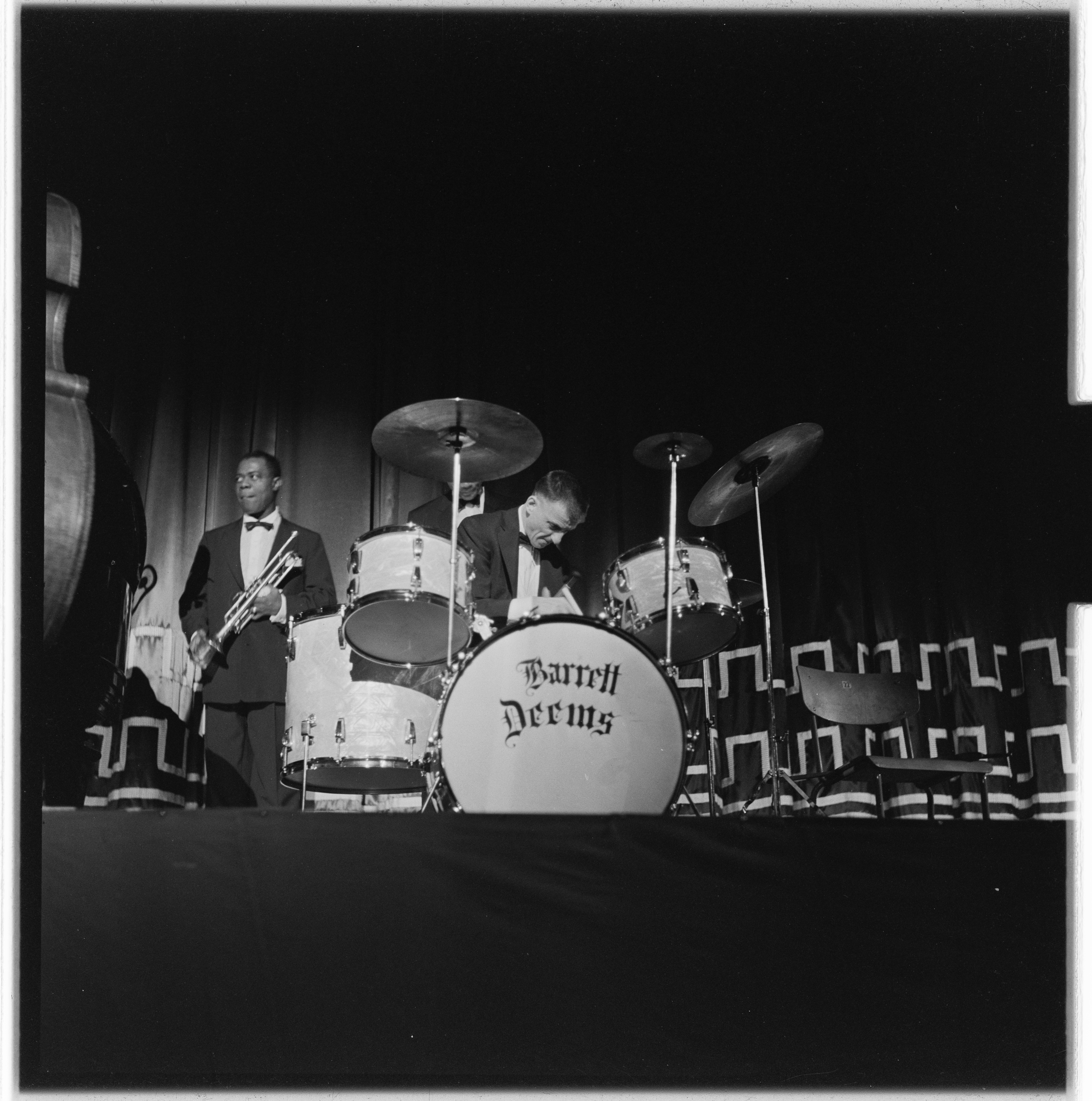
Barrett Deems in 1955

Barrett B. Deems, bijnaam Deemus (Springfield (Illinois), 1 maart 1914 - Chicago, 15 september 1998) was een Amerikaanse jazz-drummer en bandleider. Hij werkte onder meer bij Louis Armstrong en had de reputatie van de snelste drummer ter wereld.
Deems speelde eind jaren twintig bij Paul Ash en leidde daarna zijn eigen bands. In 1937 sloot hij zich aan bij Joe Venuti, waar hij zeven jaar actief was. Hierna speelde hij bij Jimmy Dorsey (1945), Red Norvo (1948), Charlie Barnet, Muggsy Spanier (1951-1954) en Bill Harris (1952). Van 1954 tot 1958 werkte hij bij de All-Stars van trompettist Louis Armstrong. Met Armstrong nam hij op (bijvoorbeeld de plaat Louis Armstrong Plays W.C. Handy) en verscheen hij in de film High Society. Rond 1959 leidde hij kort een eigen band en van 1960 tot 1964 werkte hij bij trombonist Jack Teagarden. In de jaren erna speelde hij bij de Dukes of Dixieland. Ook toerde hij na het overlijden van Armstrong met verschillende tribute-bands. In het begin van de jaren zeventig werkte hij in The World's Greatest Jazz Band. Hij toerde in 1976 met Benny Goodman in Oost-Europa en daarna met Wild Bill Davison in Zuid-Amerika. In zijn latere jaren leidde hij in Chicago een eigen bigband, waarmee hij twee platen opnam, in 1994 en in 1998.
Naast opnames met Spanier, Armstrong en Teagarden speelde Deems ook mee op platen van onder meer Leonard Bernstein, Art Hodes (periode 1968-1972), Barney Bigard en Eric Schneider.
Deems overleed aan de gevolgen van een longontsteking.

## Discografie (selectie)
als leider:
- Deemus, Delmark Records, 1978
- How D'You Like It So Far, Delmark, 1994
- Groovin' Hard, Lydia Records, 1998

met Muggsy Spanier:
- 1949-1954, Chronological Classics, 2006

met Louis Armstrong:
- Satch Plays Fats: the Music of Fats Waller, Columbia, 1955
- The Great Chicago Concert, Columbia, 1956
- Ambassador Satch, Columbia, 1956
- Mack the Knife, Pablo Records, 1957
- I Love Jazz!, Decca Records, 1966

met Leonard Bernstein:
- Bernstein on Jazz, Columbia, 1956

met Jack Teagarden:
- Live in Chicago 1960 & 1961, Jazz Band, 1993
- Mis'ry and the Blues, Verve, 1961
- Sextet in Person, 1963